# Portland International Raceway
Der Portland International Raceway ist eine permanente Motorsport-Rennstrecke in Portland, Oregon. Sie liegt auf einer Flussinsel südlich des Columbia Rivers etwa 10 km nördlich des Stadtzentrums von Portland.

## Geschichte
Sie wurde auf dem Gelände errichtet, an dem am 30. Mai 1948 durch eine Flutkatastrophe der Ort Vanport, eine 1942 errichtete Werftarbeiter-Siedlung, zerstört wurde. Im Jahr 1960 erwarb die Stadt Portland das Gelände vom Army Corps of Engineers für 175.000 Dollar. Es dauerte nicht lange, bis Rennsportbegeisterte das Potenzial des Geländes erkannten, und im Juni 1961 wurden die ersten Rennen auf den verlassenen Straßen ausgetragen, die bis 1968 die Bezeichnung West Delta Park trugen. Die Portland Rose Festival Association wurde davon überzeugt, das Rennen zu sponsern, und der Rose Cup war geboren.
1966 wurde die ursprünglich 3,217 km lange Strecke durch Umgestaltung der „The Circus“ Schikane leicht auf 3,16 km verkürzt.
1969 erfolgte eine weitere Verkürzung der Strecke auf 2,896 km als die ehemalige „Force Avenue“ anstelle der „Lake Avenue“ in den Streckenverlauf eingebunden wurde.
1971 wurde der Circuit intensiv umgestaltet, wobei die letzten Reste der alten Hausfundamente der 1948 zerstörten Siedlung, die bis dahin immer eine Gefahr für von der Strecke abkommende Rennwagen und Motorräder darstellten, beseitigt wurden und die Strecke endgültig in eine permanente Rennstrecke umgestaltet wurde. Bei dieser Gelegenheit entstand auch der Kurvenkomplex der Turns 1–5 und die Strecke wurde neu asphaltiert und mit Leitplanken ausgestattet. Der Betrieb der Strecke ging an eine stadteigene Betreibergesellschaft über die seitdem die Events auf der Strecke koordiniert und veranstaltet.
1984 wurde erstmals die „The Festival“-Schikane angelegt, die 1992 auf die heutige Form umgestaltet wurde.
2008 erfolgte die letzte umfangreiche Neuasphaltierung und Umgestaltung, wobei Turn 7 verengt wurde um die Geschwindigkeiten auf der Gegengerade zu reduzieren.

## Streckenbeschreibung
Die Strecke wurde in zwei Varianten gebaut, einmal ein 1,92 Meilen langer Straßenkurs ohne „Festival“-Schikane und ein 1,964 Meilen langer Straßenkurs mit „Festival“.
Im Infield der Strecke befindet sich eine Motocross-Strecke. Die Start-Zielgerade wird auch als Dragstrip benutzt.

## Veranstaltungen

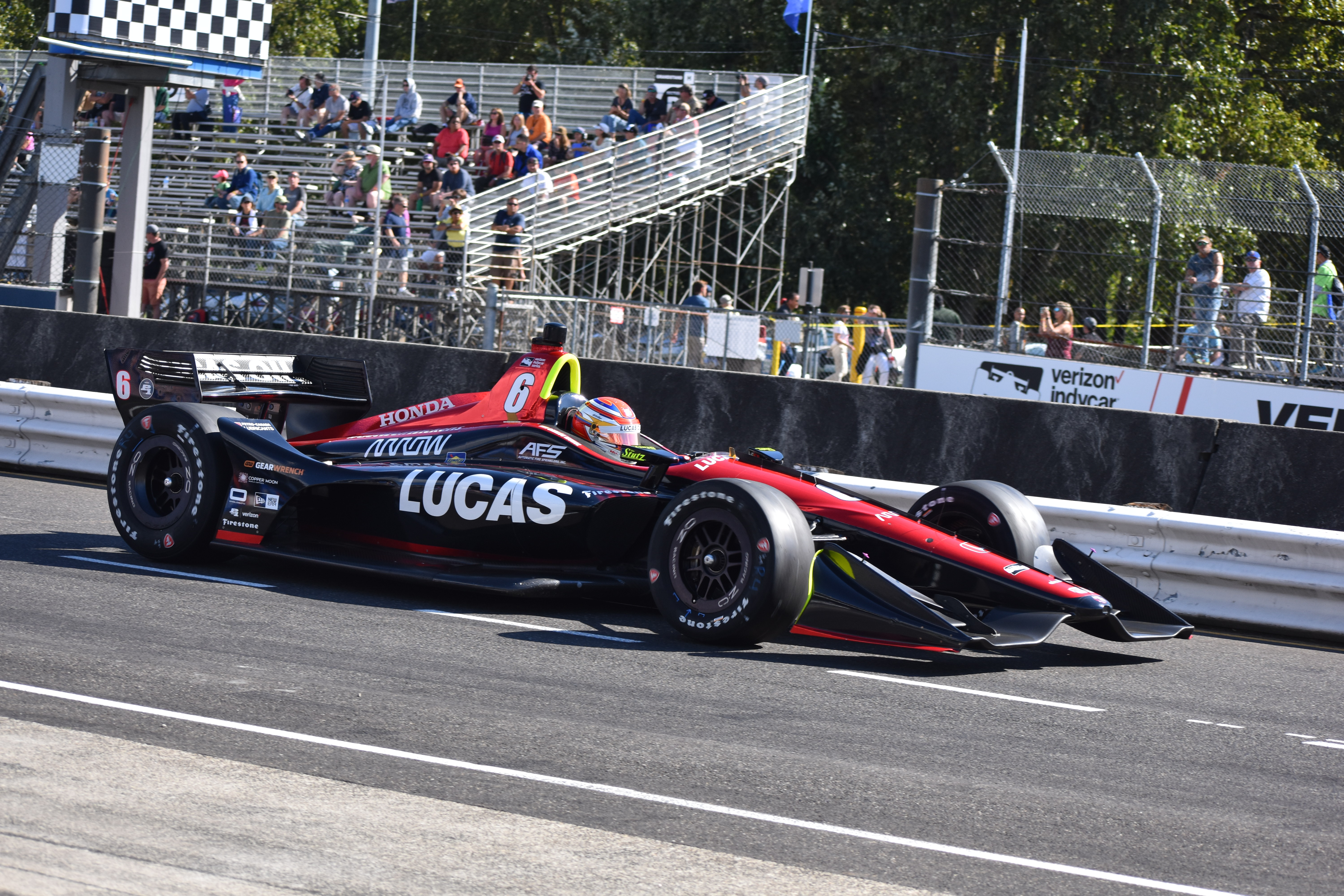
Streckenrekordhalter Carlos Munoz 2018 im Indycar in Portland

Von 1984 bis 2007 wurde hier der Grand Prix of Portland der Champ Car World Series ausgetragen. Von 1999 bis 2006 fanden hier außerdem Läufe der American Le Mans Series statt. Seit 2018 gibt es mit dem IndyCar-Series-Rennen wieder einen Grand Prix der höchsten US-Formelserie.
Seit 2021 tritt die ARCA Menards Series West der NASCAR wieder auf der Strecke an, die bereits von 2009 bis 2012 und erstmals 1986 in Portland fuhr. Mit dem „Pacific Office Automation 147“ gibt es zudem seit 2022 ein Rennen der NASCAR Xfinity Series, die die zweithöchste Liga der NASCAR in den USA darstellt.
2023 und 2024 trug die FIA-Formel-E-Weltmeisterschaft insgesamt drei Rennen auf dem Portland International Raceway aus.

## Sonstiges
Circa 1 km östlich der Rennstrecke lag der 1925 eröffnete Portland Speedway, ein 1 Meilenoval mit 2 kürzeren Lehmovalen, der 2002 geschlossen und 2020 endgültig abgerissen und überbaut wurde.